# 柳瀬璋
柳瀬 璋（やなせ あきら 1933年（昭和8年）1月16日 - 2025年5月21日）は、日本のテレビディレクター、毎日放送元社長。

## 来歴・人物
兵庫県芦屋市出身。1956年に早稲田大学法学部卒業。1957年（昭和32年）に大阪テレビ放送へ入社し、翌1958年（昭和33年）、朝日放送との合併に先立ち、1959年（昭和34年）3月1日にテレビ放送を開始する毎日放送へ転籍。
皇太子御成婚パレード、1964年東京オリンピック、日本万国博覧会などの報道ディレクターとして活躍、1980年（昭和55年）には現在も続く自社制作ドキュメンタリー枠『映像』の立ち上げにも参加した。
1985年（昭和60年）にテレビ編成局長、1989年（平成元年）取締役選任。1993年（平成5年）には常務取締役、1996年（平成8年）に代表取締役専務となり、第5代社長斎藤守慶の後継者に指名された。

### ポスト斎藤体制
1997年（平成9年）6月の株主総会終了後の取締役会で、斎藤から引き継いで毎日放送第6代代表取締役社長に就任した。同時に、斎藤は代表権を持ったまま1989年の高木一見（MBS第4代社長）の退任以来空席となっていた取締役会長に就いた。
MBSでは高木の退任後4期8年間会長が空席となり、名実ともに斎藤のワントップ体制となっていた。柳瀬は6期12年に渡り社長に在任した斎藤の経営方針を見直し、将来に向けてのMBSのビジョンを作ることが任務とされた。

#### テレビ終夜放送化と『あどりぶランド』終了
1998年（平成10年）4月改編では、高木の退任直前にスタートし斎藤時代のMBSを代表する自社制作番組だった『あどりぶランド』を終了させた。テレビの終夜放送化によりアナウンサー全員が同時に出勤する時間が取れなくなったことが最大の理由とされた。

#### ラジオの早朝自社制作枠強化
同じ98年4月改編では、ラジオで深夜から早朝にかけて放送されていた『榎さんのおはようさん〜!』（TBSラジオからのネット受け番組）が終了している。TBSは後継番組として『生島ヒロシのおはよう一直線』を立ち上げるが、MBSは阪神・淡路大震災当時にテレビ・ラジオともにTBSからのネット受け番組のみで初動の遅れを招いた反省から、長寿番組だった『榎さん』の終了をきっかけに全ワイド番組を自社制作とするべく、『一直線』と『いすゞ歌うヘッドライト〜コックピットのあなたへ〜』の将来的な企画ネット降格に向けてTBSとの間で調整を行うようになる。

次の1999年4月改編で、『歌うヘッドライト』がそれまでの2時間枠から午前4時台だけの1時間枠に短縮された のをきっかけに空いた午前3時台を自社枠化、午前2時台に放送されていた『MBSミッドナイトドライブ』を移動させた。
2001年（平成13年）4月改編で『一直線』は企画ネットに降格。これを受け、それまで土曜日だけの放送だった『鋭ちゃんのあさいちラジオ』を帯番組化する。次の10月改編では『おはよう川村龍一です』をそれまでの6時台から5時台に移動。いすゞ自動車の業績悪化を受け終了した『歌うヘッドライト』の後枠も自社制作に切り替えることにし（後継番組となった『あなたへモーニングコール』は、創価学会がスポンサーに付いた事を理由にネット受け拒否。後述）、『ミッドナイトドライブ』が午前4時台にも拡大された。そして2002年（平成14年）4月改編で『早起きラジオMBS』がスタート。ここにラジオ早朝帯に自社制作枠化は完成し、同時にJRN結成以来30年以上に渡って続いたTBS発フルネットのワイド番組が消滅した。

#### 『ヤングタウン』と『アクセス』
1999年（平成11年）10月改編で、テレビではその後21年半続く平日午後の看板番組『ちちんぷいぷい』をスタートさせる。
この改編では、ラジオでは高橋信三社長時代の1968年（昭和43年）から続いていた夜ワイド『MBSヤングタウン』を終了させる方針だった。背景には、若年層リスナーの中波局（AM）から超短波局（FM。FM802、FM大阪など）への流出が近畿圏でも激しくなり、それによる『ヤンタン』の固定スポンサーの撤退が相次ぐ流れがあった。折からTBSでは、1998年10月改編で長年続いた若者向け夜ワイドに代わりスタートした『BATTLE TALK RADIO アクセス』がHBCラジオを皮切りに全国ネット開始が決まり、MBSもラジオ報道部が近畿圏での重大ニュースについて制作協力していた。ローカルセールスながらもJRN系全国ネットの報道番組となる『アクセス』はJNN協定の絡みでMBSが受けないと近畿圏での放送ができないと言われ、柳瀬は『ヤンタン』を打ち切ってでも『アクセス』を受けるか、見送るかの選択を迫られた。
しかしMBSには、1960年代の平日午後ワイド番組『オーナー』のネット受けで聴取率が在阪局中最下位に低落した苦い経験があり、『アクセス』を受けて東京からの全編フルネット番組を増やすことに抵抗があった。加えてTBSとの間で『おはよう一直線』『歌うヘッドライト』の企画ネット化を検討中という事情もあり、『アクセス』のネットを受諾することは社内的に許される状況ではなかった。『ヤンタン』側でも、自身もリスナーだった当時の土曜パーソナリティ明石家さんまが反対。1980年代に土曜パーソナリティを務めた笑福亭鶴瓶も復帰の意思を示すなどの動きもあった。厳しい状況の中で、柳瀬は斎藤との相談を経て、『アクセス』ネット断念と『ヤンタン』の土日放送への縮小を決める。

#### 『VOICE』スタートと仙田和吉の起用
2000年（平成12年）10月改編では、これも高橋時代から続いていたテレビの夕方ローカルワイドニュース番組『MBSナウ』を『VOICE』にリニューアルした。『VOICE』では、プロデューサーにスポーツアナウンサーだった田丸一男を抜擢、前番組以上に地域密着性、双方向性を強化した。
しかし、若くしてNHKからMBSに転職した異色の経歴を持ち、スポーツ中継で実績を積んだ田丸の報道番組への移動は、スポーツアナウンサーの層が薄くなる事でもあった。柳瀬は、MBSアナウンサー室の提案を容れ、経験者採用を認める。そして採用されたのが、当時RFラジオ日本で競馬中継を担当していた仙田和吉だった。仙田はラジオ日本時代に続いて競馬中継と野球中継の実況を兼務していたが、早期退職制度を通じて2021年（令和3年）3月限りで退職。田丸はスポーツ担当に復帰しないまま、2020年（令和2年）10月の定年を機にフリーランスのナレーターへ転身した。

#### USJスタジオ開設と土曜朝全国ネット枠
1990年（平成2年）、大阪市北区堂島の毎日新聞大阪本社社屋と吹田市千里丘の千里丘放送センターに分散していた本社機能が北区茶屋町の新局舎に移転・統合後、千里丘での番組制作は縮小していた。柳瀬の在任中には完成から40年の節目を迎え、設備の老朽化は否めなくなってきていた。斎藤時代の茶屋町移転から始まるMBSの都心回帰の第2段階、MBS開局50周年、テレビ放送開始40周年の記念事業として、柳瀬は大阪市此花区のユニバーサル・スタジオ・ジャパン（USJ）内に千里丘の後継となるテレビスタジオを建設することを決断。2001年（平成13年）3月、『MBSスタジオ in USJ』がオープンした。ところが土曜日朝のテレビ全国ネット番組『すてきな出逢い いい朝8時』は場所がUSJに移っただけで千里丘時代と同様の制作方針を貫いていた。柳瀬は2001年10月改編で『いい朝8時』を終了させ、退任後の2003年（平成15年）4月改編でスタートした『知っとこ!』でのMBSの逆襲、時間帯首位奪還に道筋を付けた。

#### 『まんが日本昔ばなし』打ち切りを巡って
2001年10月改編では、斎藤が既存作品の再放送という形で継続を指示していた『まんが日本昔ばなし』も終了させる方針だった。既にTBSは1年前の2000年4月改編で打ち切っており、主要局ではキー局であったMBSとCBCが再放送を続けていた。視聴者からの抗議や苦情が殺到することを考え柳瀬は悩むが、結局2001年11月24日の放送を持ってMBSでの再放送を終了させた。

柳瀬の懸念は当たり、MBS公式サイトや制作会社の愛企画センターだけでなく、TBS系列他局にも抗議や意見が殺到。CBCは2003年（平成15年）10月改編まで再放送を継続した。その結果、2005年（平成17年）からは初期作品を中心とするデジタルリマスター版が1年間にわたりゴールデンタイムのTBS系全国ネットで放送されるに至った。

#### 『あなたへモーニングコール』ネット拒否
同じ2001年10月改編で『歌うヘッドライト』に代わってスタートした『あなたへモーニングコール』のスポンサーには、創価学会が単独で付くことになった。MBSは創価学会（聖教新聞を含む）からのCM出稿をテレビでは開局以来一貫して、ラジオも斎藤時代の1990年頃から全面的に拒否してきた が、柳瀬はこの方針を引き継ぎ、制作局であるTBSに「MBSでは創価学会のCMは受け付けられない」とネット受け拒否を通告した。
TBS（現：TBSホールディングス）から分社したばかりのラジオ部門子会社TBSラジオ&コミュニケーションズ（2016年4月にTBSラジオへ商号変更）は、近畿圏でのネットを実施すべく朝日放送(ABC)に企画を持ち込むが、既に『もうすぐ夜明けABC』『おはようパートナー』と早朝深夜にも自社制作の人気生番組が続くだけに受ける訳にいかなかった。そこでTBSとMBSは、JRN非加盟局のラジオ大阪に『あなモニ』のネットを受けるよう打診する。ラジオ大阪は同時間帯に文化放送からネット受けしている『走れ!歌謡曲』があるため「同時ネットはできないものの遅れネットでよいのなら可」と回答。TBSでは午前4時から放送される『あなモニ』は、OBCのみ午前5時から放送されることになった。
なお、2013年4月改編で『あなモニ』は終了し、創価学会も当該枠の提供から撤退したものの、後番組『ラジオ・パープル』はノンスポンサーということもありOBCへの遅れネットは行われず、MBSでの当該枠の同時ネット再開も見送られた。ABCも前述の自社制作を継続しているため、JRN平日4時台のネット番組の放送が大阪地区で一旦途絶えた。
しかし、2014年10月改編でMBSは『ラジオ・パープル』のネットに踏み切り、13年ぶりに元のネット体系に戻ることになった（ただし、半年後の2015年春改編で同番組は終了し、後継となった『Fine!!』では再びネットから降りている）。

### 社長退任後
2002年（平成14年）6月の株主総会で退任を表明。ポスト斎藤体制が事実上完成し自身も古希（70歳）が迫っているため若い世代に道を譲りたいというのが理由であった。後任の第7代社長には斎藤の部下だった山本雅弘が就き、柳瀬は相談役に退いた（歴代社長が会長に就かないのは初代社長杉道助以来）。同時に斎藤も会長を退任して相談役名誉会長・最高顧問となり、MBSは5年ぶりに会長が空席となった。
2005年、旭日中綬章受章。
2008年（平成20年）に斎藤が亡くなった後はMBSに残る最後の旧大阪テレビ出身幹部となった。
2025年5月21日、肝細胞がんのため死去した。92歳没。